# 1941 a filmművészetben

## Események
- augusztus 1. – Az USA szenátusa határozatot hoz az amerikai filmipart ellenőrző albizottság felállításáról. Az intézkedés oka az, hogy vezető republikánusok szerint a filmvásznon felelőtlen "háborús uszítás" folyik, melyet jól példáz Charles Chaplin A diktátor című filmje
- augusztus – Német nyomásra megalapítják Franciaországban a France Actualités részvénytársaságot, 40% német részesedéssel. A megszállók felügyelete alatt a francia területre szánt heti filmhíradókat készít, melyeket minden nagy film vetítése előtt kötelező bemutatni.
- augusztus – A japán kormány szigorú ellenőrzés alá vonja a filmipart. 1941-ben 232 nagyjátékfilm készül. A kormány az áramtakarékosságra hivatkozik.
- október 12. – Leonyid Varlamov szovjet rendezőt megbízza a Moszkva környéki harcok dokumentális megörökítésével. Három hónapig 15 operatőr forgat a fronton.
- november 21. – A Német Birodalom megvásárolja a cseh A-B filmvállalatot, és Prag-Film névre kereszteli át. Ezzel a legfontosabb és legmodernebb cseh filmstúdió német kézre kerül.
- december 12. – Hollywoodban létrehozzák a War Activites Committee-t, mely a filmiparnak a mozgósításban játszott szerepét hivatott fokozni.
- december – Az angol filmmágnás, Joseph Arthur Rank megszerzi az Odeon Cinema Holdings kizárólagos tulajdonjogát: 619 mozi és a szigetország legfontosabb stúdiói kerülnek a tulajdonába. Ezzel az angol filmipar meghatározó ura lesz.
- december – Spanyolországban intézkedést hoznak a hazai filmgyártás támogatására. Eszerint a vetítő idejének egyhatodát spanyol filmekkel kell kitölteni.
- Az Eastman Kodak bevezeti a monopak-technikolor eljárást, mely először teszi lehetővé a 35-mm-es filmszalagra valamennyi alapszín felvitelét. A módszer forradalmasítja a színes filmgyártást.
- Nizzában a centre Artistique et Technique des Jeunes de l'Ecran (JATJE) megalapítása az első lépés egy francia filmiskola létrehozása érdekében. A hallgatók a szűkös anyagi lehetőségek miatt kizárólag rövidfilmeket forgatnak.
- A Berlin melletti Babelsberg filmváros területe két új filmstúdióval gyarapodva 600 négyzetméterre növekszik.

## Sikerfilmek
1. York őrmester – rendező Howard Hawks
2. Buck Privates, főszereplő Abbott and Costello – rendező Arthur Lubin
3. Tobacco Road – rendező John Ford
4. Modern Pimpernel (Pimpernel Smith) – brit film. Rendező, főszereplő: Leslie Howard

## Magyar filmek
| Magyar cím            | Gyártás ideje                  | Rendező           |
| --------------------- | ------------------------------ | ----------------- |
| A kegyelmes úr rokona | 1941. január                   | Podmaniczky Félix |
| Végre…                | 1941. január                   | Farkas Zoltán     |
| Ma, tegnap, holnap    | 1941. január                   | Bánky Viktor      |
| Havasi napsütés       | 1941. február                  | Ráthonyi Ákos     |
| Európa nem válaszol   | 1941. március                  | Radványi Géza     |
| Egy tál lencse        | 1941. február-március          | Farkas Zoltán     |
| Magdolna              | 1941. március                  | Nádasdy Kálmán    |
| A néma kolostor       | 1941. március-április          | Rodriguez Endre   |
| András                | 1941. április                  | Bánky Viktor      |
| Édes ellenfél         | 1941 tavasza                   | Hausz Mária       |
| Leányvásár            | 1941 tavasza                   | Podmaniczky Félix |
| Bűnös vagyok!         | 1941. április-augusztus        | Hamza D. Ákos     |
| Szüts Mara házassága  | 1941. május                    | Kalmár László     |
| Ne kérdezd, ki voltam | 1941. május                    | Balogh Béla       |
| Lesz, ami lesz        | 1941. május                    | Rodriguez Endre   |
| A beszélő köntös      | 1941. május-június             | Radványi Géza     |
| A cigány              | 1941. június                   | Deésy Alfréd      |
| Három csengő          | 1941. július                   | Podmaniczky Félix |
| Csákó és kalap        | 1941. július                   | Martonffy Emil    |
| Egy éjszaka Erdélyben | 1941. július-augusztus         | Bán Frigyes       |
| Az ördög nem alszik   | 1941. július-augusztus         | Bánky Viktor      |
| Bob herceg            | 1941. nyár                     | Kalmár László     |
| Háry János            | 1941. július- szeptember       | Bán Frigyes       |
| Lelki klinika         | 1941. augusztus-szeptember     | Cserépy László    |
| Életre ítéltek!       | 1941. szeptember               | Rodriguez Endre   |
| Az intéző úr          | 1941. nyár                     | Podmaniczky Félix |
| Miért?                | 1941. szeptember               | Daróczy József    |
| Kísértés              | 1941. szeptember-október       | Farkas Zoltán     |
| Dr. Kovács István     | 1941. szeptember-október       | Bánky Viktor      |
| A szűz és a gödölye   |                                | Zilahy Lajos      |
| Régi keringő          | 1941. október                  | Bánky Viktor      |
| Haláltánc             | 1941. október                  | Kalmár László     |
| Gentryfészek          | 1941. október                  | Podmaniczky Félix |
| Egy asszony visszanéz | 1941. október-1942. szeptember | Radványi Géza     |
| Emberek a havason     | 1941. október-1942. május      | Szőts István      |
| A régi nyár           | 1941. november                 | Podmaniczky Félix |
| Az utolsó dal         | 1941. november-december        | Bán Frigyes       |
| Kádár kontra Kerekes  | 1941. november-december        | Ráthonyi Ákos     |
| Kölcsönkért férjek    | 1941. december                 | Bánky Viktor      |
| Behajtani tilos!      | 1941. december-1942. január    | Martonffy Emil    |

## Díjak, fesztiválok
Oscar-díj (február 27.)
- Film: A Manderley-ház asszonya
- rendező: John Ford – Érik a gyümölcs
- Férfi főszereplő: James Stewart – Philadelphiai történet
- Női főszereplő: Ginger Rogers – Leánysors

## Filmbemutatók
- Aranypolgár, rendező és főszereplő Orson Welles
- Bowery Blitzkrieg – rendező Wallace Fox
- Dr. Jekyll and Mr. Hyde, főszereplő Spencer Tracy, Ingrid Bergman és Lana Turner, rendező Victor Fleming
- Dumbo – rendező Ben Sharpsteen
- Flying Wild – rendező William West
- Forty-Ninth Parallel – rendező Michael Powell
- Gyanakvó szerelem – rendező Alfred Hitchcock
- Hellzapoppin' – rendező H.C.Potter
- Hit the Road – rendező Joe May
- Kipps – rendező Carol Reed
- The Lady Eve – rendező Preston Sturges
- Listen to Britain, brit propaganda film rendező Humphrey Jennings
- Louisiana Purchase – rendező Irving Cummings
- Magas-Sierra - rendező Raoul Walsh, főszereplő Humphrey Bogart
- A máltai sólyom, főszereplő Humphrey Bogart, rendező John Huston
- Mob Town – rendező William Nigh
- Pride of the Bowery – rendező Joseph H.Lewis
- Spooks Run Wild – rendező Phil Rosen
- Sorsok a viharban (I promessi sposi) – rendező Mario Camerini Alessandro Manzoni A jegyesek című regénye alapján

## Rövid film sorozatok
- Buster Keaton (1917–1941)
- Our Gang (1922–1944)
- Three stooges (1935–1959)

## Rajzfilm sorozatok
- Mickey egér (1928–1953)
- Looney Tunes (1930–1969)
- Terrytoons (1930–1964)
- Merrie Melodies (1931–1969)
- Scrappy (1931–1941)
- Popeye (1933–1957)
- Color Rhapsodies (1934–1949)
- Donald kacsa (1937–1956)
- Walter Lantz Cartunes (1938–1942)
- Goofy (1939–1955)
- Andy Panda (1939–1949)
- Tom and Jerry (MGM) (1940–1958)
- Woody Woodpecker (1941–1949)
- Swing Symphonies (1941–1945)
- The Fox and the Crow (1941–1950)

## Születések
- január 5. – Mijazaki Hajao, filmrendező
- január 8. – Graham Chapman, humorista († 1989)
- január 14. – Faye Dunaway, színésznő
- május 17. – Haumann Péter, színész
- június 25. – Denys Arcand, forgatókönyvíró rendező
- június 27. – Krzysztof Kieślowski, rendező († 1996)
- október 4. – Anne Rice, horror író
- október 16. – Simon Ward, angol színész
- október 21. – Jankovics Marcell, rajzfilmrendező
- november 17. – David Warbeck, színész († 1997)
- november 23. – Franco Nero, színész
- december 28. – Tordai Teri, színésznő

## Halálozások
- január 10. – Joe Penner, humorista, színész
- április 30. – Edwin S. Porter, amerikai filmrendező
- augusztus 4. – James Stuart Blackton, filmgyártás amerikai úttörője, filmrendező, feltaláló
- október 6. – Kabos Gyula, színész